# Сергеенков, Владимир Нилович
Влади́мир Ни́лович Сергее́нков (5 декабря 1938, пос. Ижевский, Ижевского района, Удмуртской АССР — 27 сентября 2014) — российский политик левого толка, сторонник рыночного социализма, губернатор Кировской области с 1996 по 2004 год, депутат Государственной Думы 2 созыва, профессор, кандидат экономических наук.

## Биография
Родился в семье работников Омутнинского леспромхоза.
Окончил юридический факультет Пермского университета (1961).
После окончания в 1961 году университета работал следователем Ардатовской районной прокуратуры, затем — старшим следователем Министерства охраны общественного порядка Мордовской АССР. С 1964 года на комсомольской и партийной работе: в 1964—1967 годах первый секретарь Ардатовского райкома ВЛКСМ Мордовской АССР, в 1969—1971 годах второй секретарь Ардатовского райкома КПСС, в 1974 году окончил аспирантуру на кафедре управления экономикой Академии общественных наук, в 1974—1980 годах секретарь, второй секретарь Саранского горкома КПСС.
В 1980 году работал лектором отдела пропаганды и агитации Кировского горкома КПСС. 1980—1990 годах — заведующий курсами повышения квалификации партийных и советских кадров Кировского обкома КПСС. 1990—1991 годах — ректор кировского Института общественных знаний общественно-политического центра «Горизонт», 1991—1994 годах — ректор Института социально-экономических и гуманитарных проблем МГП «Лотос» и старший преподаватель финансово-экономического института.
В 1993—1995 годах — член Совета Федерации России первого созыва от Кировского округа, был заместителем председателя Комитета по вопросам экономической реформы, собственности и имущественных отношений, являлся членом депутатского объединения «Конструктивное сотрудничество».
17 декабря 1995 года избран депутатом Государственной Думы Федерального Собрания РФ. Был членом депутатской группы «Народовластие», председателем подкомитета по вопросам банкротства и санации предприятий Комитета по собственности, приватизации и хозяйственной деятельности.
20 октября 1996 года во втором туре победил (58,5 % голосов избирателей) на выборах Главы Администрации Кировской области. По должности входил в состав Совета Федерации (до 1 января 2002 года), являлся членом Комитета по вопросам экономической политики.
В 1997 году в поезде по пути в Москву его попытались отравить. По его собственному мнению, причиной послужила его идея вернуть государству акции крупных предприятий, которые разными путями оказались в частной собственности.
По результатам выборов 19 декабря 1999 года не прошёл в Государственную Думу Федерального Собрания РФ.
Во время кампании по выборам губернатора Кировской области в 2000 году избирательный штаб В. Н. Сергеенкова организовал в области массовый прокат появившегося незадолго до этого фильма «Любить по-русски — 3: Губернатор», давая понять, что именно В. Н. Сергеенков является прототипом главного положительного персонажа этого фильма губернатора Мухина.
26 марта 2000 года Сергеенков был вновь избран главой Администрации Кировской области (с 8 августа 2001 года — Губернатор Кировской области).
В 2003 году под давлением со стороны федеральных органов власти отказался в третий раз идти на губернаторские выборы (несмотря на то, что с открытым заявлением в поддержку его выдвижения на третий срок выступили главы всех муниципальных образований Кировской области, за исключением мэра г. Кирова). Участвовал в качестве кандидата в выборах депутатов Государственной Думы Федерального Собрания РФ по Кировскому одномандатному избирательному округу № 93 7 декабря 2003 года, однако проиграл.

### Научная деятельность
Кандидат экономических наук, автор более 80 научных работ.
Действующий член Международной академии информатизации.

## Награды
- орден Почёта;
- медаль «За доблестный труд. В ознаменование 100-летия со дня рождения В. И. Ленина»;
- Почётная грамота Правительства Российской Федерации (24 ноября 1998) — за большой личный вклад в социально-экономическое развитие Кировской области и многолетний добросовестный труд[8]
- награждён нагрудными знаками Министерства юстиции и Министерства иностранных дел Российской Федерации[9].

## Семья
Женат, супруга — Маргарита, сын Евгений (1965 г.р.), внучка Ева (2003 г.р.).